# القنار (الجزائر)
القنار نشفي أو القنار بلدية تابعة إقليميا إلى دائرة الشقفة بولاية جيجل الجزائرية.
تقع على ساحل البحر الأبيض المتوسط، تأسست في التقسيم الإداري لسنة 1985، يبلغ عدد سكانها وفق الإحصاء الخامس للسكان والسكن  2008: 16606 نسمة، يتوزعون في منطقة عمرانية رئيسية هي (القنار وسط)، وفي منطقتين عمرانيتين ثانويتين هما تجمع (فازة) وتجمع (المزاير). تضم المنطقة العمرانية الرئيسية أحياء سكنية مختلفة ومتراوحة فيما بينها من حيث القدم، أقدمها في الوقت الحالي هو حي بلعمرانية علاوة (الباطوار = المذبح القديم) بعد أن تم هدم الحي العتيق المعروف بـ (الكاليتوس) في صيف 2011 وترحيل سكانه إلى سكنات جديدة في حي (5جويلية 1962) المعروف بـ (الطهرة) سابقا. ونجد كذلك من بين أحيائها حي (الثورة الزراعية = التورة) وحي (5جويلية 1962 = الطهرة) وحي (1 نوفمبر 1954) وحي (الزويتنة)وحي (الرجينصة) وحي (آخريب)، ونجد بعض الأحياء الهامشية على أطراف البلدية مثل حي (الجزيرة). تحد البلدية شرقا سيدي عبد العزيز وغربا الشقفة شمالا البحر الأبيض المتوسط جنوبا برج الطهر.

## السياحة
نشاط التجارة والوظبف العمومي بنسبة قليلة،
اشتهرت بالسياحة في الأعوام الأخيرة.
بالنسبة للطبيعة الجبلية للمنطقة نذكر العديد من المناطق سدات زرارة عميرة بوعزون تيورا تيزي ران وتاسمامت وهي مناطق ذات مناظر خلابة تسحر الألباب خاصة في فصل الربيع.
اما الشاطئ الرملي فهو مميز جدا بصفاء المياه وتنوع الثروة السمكية التي لم يتم استغلالها بعد بطريقة كاملة وهذا في انتظار ميناء الصيد الذي وعدت به السلطات المحلية في ولاية جيجل. كما نجد البحيرة المشهورة بـ (الغدير) وهي بحيرة تزورها الطيور المهاجرة بمختلف أنواعها خلال الفصول المتعاقبة، أهمها البط البري... كما نجد غطاء نباتيا كثيفا نادرا حول ضفاف البحير، وللأسف لم يتم تصنيفها كمحمية طبيعية لحد الساعة، رغم كونها منطقة بيئية مهددة، خاصة بسبب قنوات الصرف الصحي والتوسع العمراني الفوضوي. كما نجد كذلك منطقة (آرسى) وهي هضبة خضراء بديعة الجمال بمحاداة (الغدير)، تزورها العائلات للراحة والاستجمام خاصة في فصل الربيع حيث تزهر وتخضرّ هذه الهضبة البديعة.

## الازمة الامنية

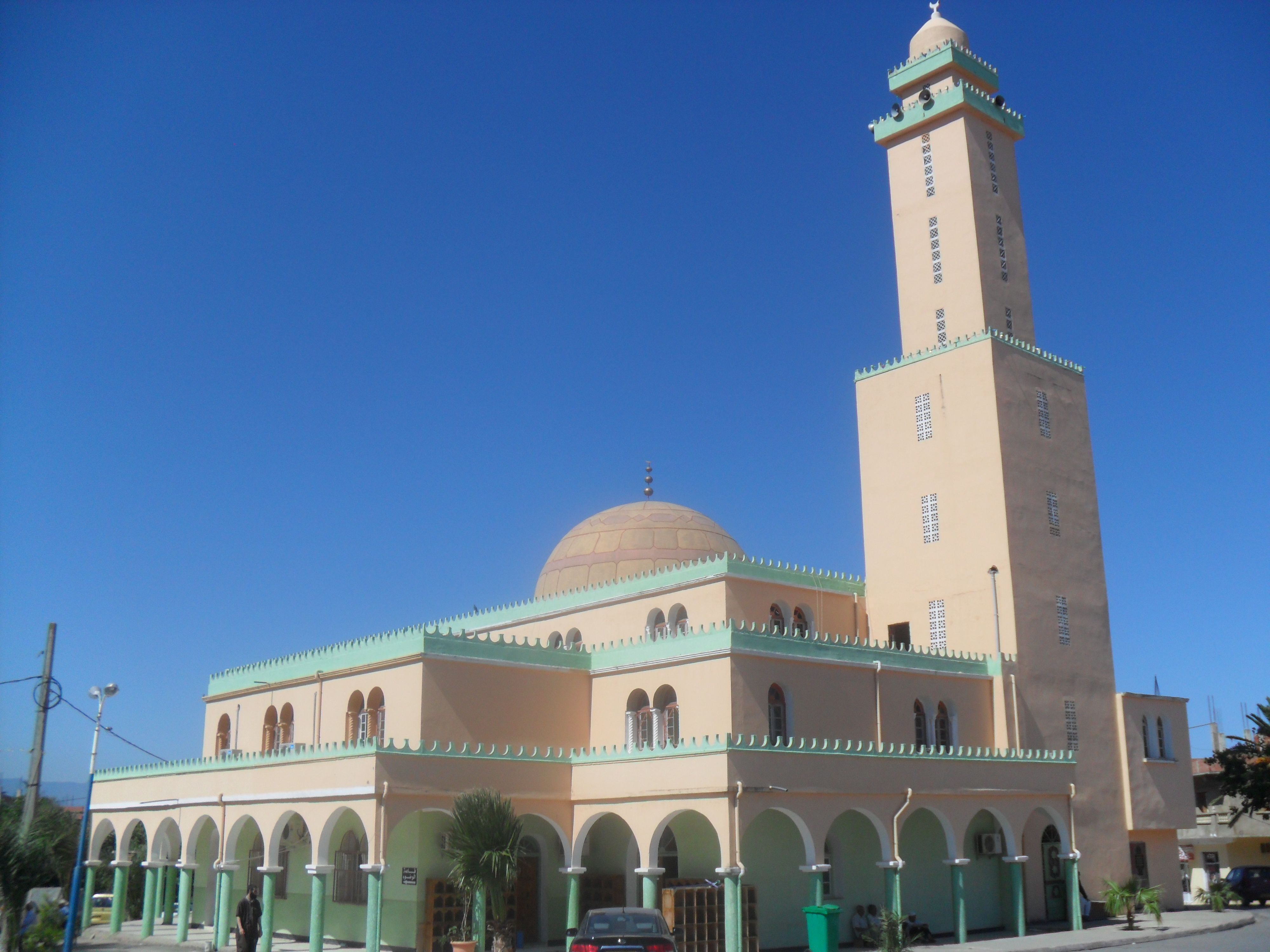

عانت بلدية القنار كثيرا في سنوات الأزمة الأمنية، وعرفت عدة فجائع واغتيالات وعمليات إرهابية، لكن سكانها لا يزالون يكافحون من أجل العيش، ولا يزالون يحلمون ويأملون بحياة أفضل. عرف سكان القنار في حقبة الاستعمار الفرنسي اضطهادا واسعا، خاصة في فترة الثورة التحريرية الكبرى، وقدمت مئات الشهداء الأبرار، وخلفت المئات من المعطوبين والأرامل واليتامى، وهذا يعكس طبيعة روح سكانها الأبية الشهمة التي ترفض المذلة والهوان. وعانى سكانها من الفقر والبطالة طيلة سنوات عديدة حتى بعد الاستقلال.
بعد نهاية الأزمة الأمنية عادت للبلدية روحها السابقة وطابعها المضياف، وبحكم إطلالها المباشر على البحر الأبيض المتوسط فهي تعتبر صيفا إحدى الوجهات المفضلة للسياحة العائلية بالنظر لطبيعتها الساحرة وسلوك سكانها المحافظ.
و رغم نقص هياكل الاستقبال كالفنادق، يفتح سكانها ابواب منازلهم للمصطافين باسعار معقولة لقضاء أوقات لا يمكن نسيانها بشهادة جميع من أمضى عطلته الصيفية هناك، حيث هناك من العائلات التي تأتي من مختلف الولايات الداخلية كباتنة، واد سوف، بسكرة وغيرهم من أدمنوا شواطئ البلدية ولا يحلوا لهم الاصطياف إلا على الرمال الذهبية والمياه الزرقاء العذرية الصفاء.

## الفلاحة والزراعة
تعتبر بلدية القنار نشفي من أهم البلديات بولاية جيجل التي يعتمد سكانها على كسب رزقهم من المصدر الاساسي المتمثل في الفلاحة حيث يمارس اغلب سكان القنار الفلاحة بنوعيها داخل البيوت البلاستيكية وخارجها ويعتبر الفلفل أهم زراعة يمارسها الفلاحون بنوعيه الحلو والحار بالإضافة إلى العديد من الخضروات كالطماطم والخيار والبدنجان والملفوف والكرنبيط.
وقد كانت تعتبر القنار في الماضي القريب الممون الرئيسي للخضر بمعظم ولايات شرق البلاد لكن مع ظهور استصلاح الأراضي الصحرواية خاصة بولاية بسكرة قلل بنسبة كبيرة واثر على الفلاحة بصفة عامة ببلدية القنار.
كدلك تاثرت الفلاحة في الاونة الاخيرة بشكل رهيب على مستوى البلدية بسبب استيراد السيارات على مستوى ميناء جن جن فتحولت معظم الأراضي الفلاحية إلى مواقف للسيارات فلم تعد تلك الأراضي صالحة للزراعة مما سيؤثر سلبيا في المستقبل على الفلاحة ببلدية القنار خاصة وبولاية جيجل بشكل عام.

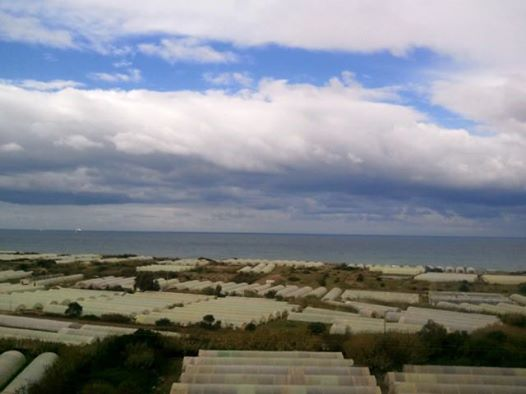
بيوت بلاستيكية